# Сига-2
Си́га-2 (рос. Сыга-2) — присілок в Кезькому районі Удмуртії, Росія.
Населення — 118 осіб (2010; 215 в 2002).
Національний склад станом на 2002 рік:
- удмурти — 87 %

Урбаноніми:
- вулиці — Нова, Ставкова, Стара, Шкільна
- провулки — Шкільний 1-й, Шкільний 2-й